# Schloss Rohnstock

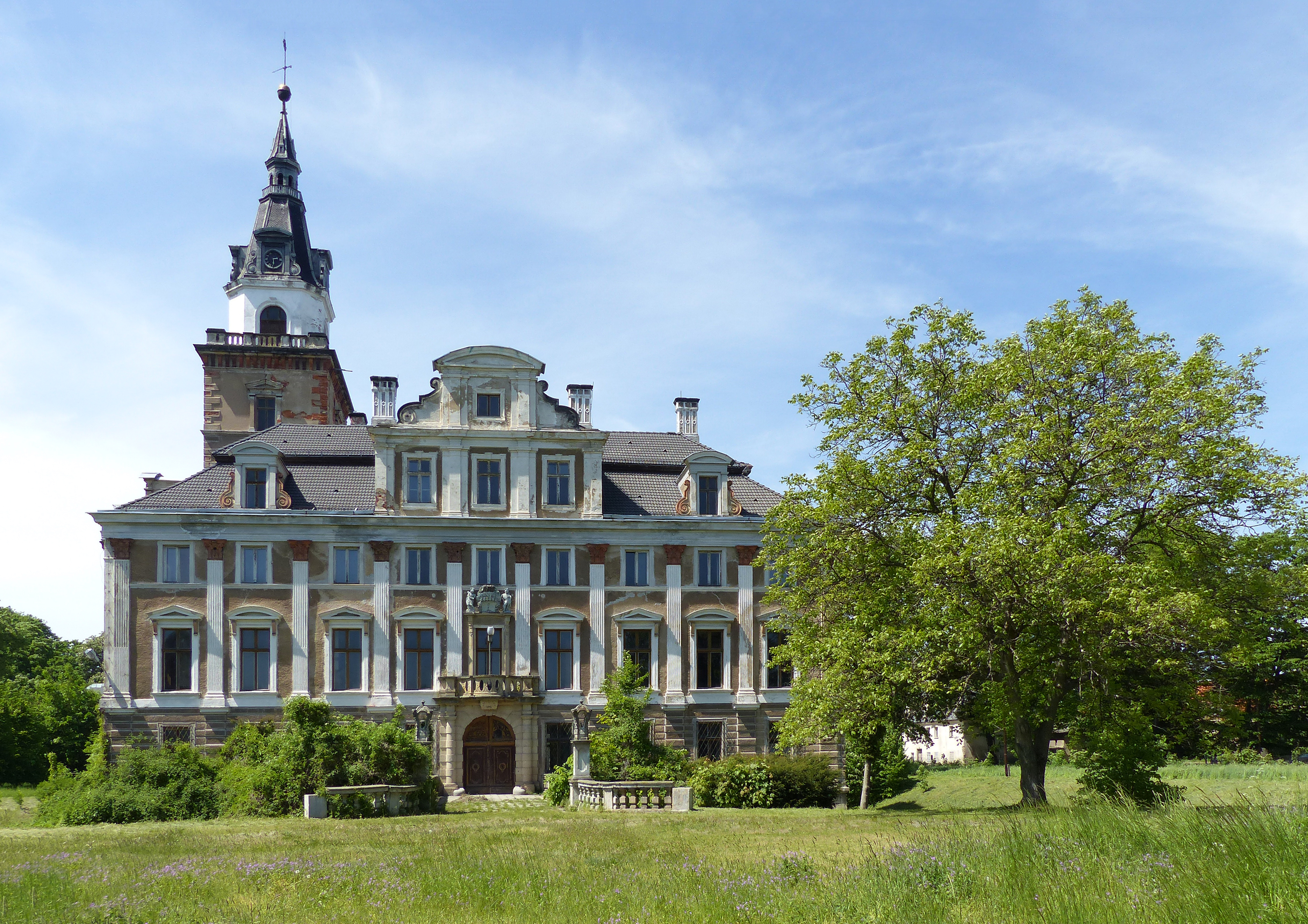
Schloss Rohnstock von der Gartenseite aus

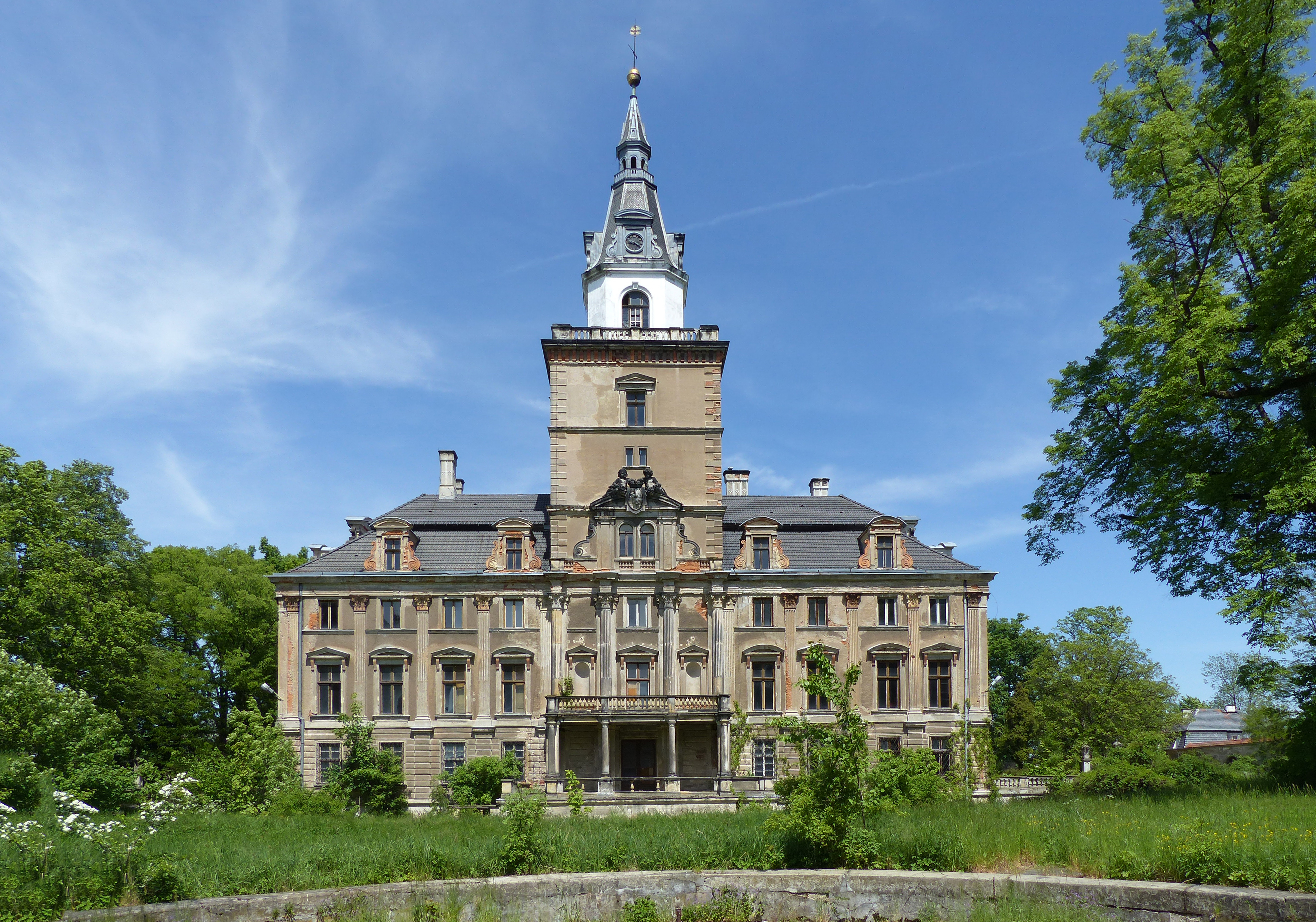

Schloss Rohnstock (polnisch Pałac w Roztoce) befindet sich in Roztoka (deutsch: Rohnstock), das bis 1945 zum Landkreis Jauer gehörte.

## Geschichte
Schloss Rohnstock war vier Jahrhunderte in Besitz der von Hochberg, die die Herrschaft 1497 erworben hatten. Ab 1650 übernahm die Fürstensteiner Linie der von Hochberg den Besitz von Schloss Rohnstock. Im Jahr 1720 ließ Hans Heinrich III. von Hochberg das bestehende Schloss zu einem Barockschloss umbauen und erweitern. König Friedrich II. war auf Schloss Rohnstock nach dem Sieg in der Schlacht bei Hohenfriedeberg zu Gast.
Ab 1870 wurde das Schloss im Stil der Neorenaissance umgebaut. Bauherr seinerzeit war Bolko Graf von Hochberg, Grundbesitzer, auf Rohnstock und Minderfreier Standesherr auf Neuschloß, zugleich Professor, Major und Theaterintendant, sowie Mitglied des Preußischen Herrenhauses, Ehrenbürger der Stadt Görlitz und Rechtsritter des Johanniterordens. Seine Ehefrau war Eleonore Prinzessin von Schoenaich-Carolath.
Weitere namhafte Vertreter der Gutsbesitzerfamilie waren Anfang des 20. Jahrhunderts Hans Heinrich XVI. von Hochberg, verheiratet mit Paula Eleonore Gräfin Harrach zu Rohrau und Thannhausen (1878–1967). Erbe wurde ihr Sohn Hans Heinrich Graf XVIII. Graf Hochberg (1905–1989). Der Diplomlandwirt und Ehrenritter des Johanniterordens nannte sich Herr der Standesherrschaft Neuschloß und des Land- und Waldgutes Rohnstock. Mit seiner Frau Margarete Müller adoptierte der Gutsbesitzer 1973 Michael Graf von Hochberg, Freiherr von Fürstenstein.
Im Zweiten Weltkrieg blieb das Schloss unversehrt und diente in der Volksrepublik Polen, zu der die Region nach dem Zweiten Weltkrieg und dem Potsdamer Abkommen gehört, als Ferienheim und Schulungszentrum.
Seit 1992 ist das Schloss in Besitz verschiedener privater Eigentümer, die das Schloss sichern und restaurieren lassen.

## Schloss und Garten
Das Barockschloss war eine vierflügelige Anlage auf quadratischem Grundriss mit einem mächtigen Turm im Südflügel. Bemerkenswert ist die bis ins 20. Jahrhundert erhaltene barocke Struktur des Gartens. Das heutige Bild ist vom Stil der Neorenaissance geprägt, mit Kolossalpilastern, Dreiecksgiebeln, zweigeschossigen Zwerchhäusern, und Zierkaminen über dem Mansardendach.
Während des Wiederaufbaus veränderte sich die Umgebung des Schlosses mehr als der Garten. Auf 20 Hektar wurde ein Landschaftspark angelegt. Die den Graben umgebende Mauer wurde entfernt. Auf der Südseite des Schlosses wurde ein Rasen angelegt. Ein Brunnen wurde gebaut. Viele Gebäude, ein Gemüsegarten und ein Obstgarten wurden abgerissen, wodurch eine größere Fläche des Parks entstand. Eine ganze Reihe verschiedener Baumarten wurden gepflanzt: Magnolien, Tulpenbäume, Kastanienbäume, Linden. 
1870 umfasste der gräfliche Nachlass 1.271 Morgen Land, die Jahreseinnahmen betrugen 3.290 Taler.